# Norwegisches Aquakulturcenter

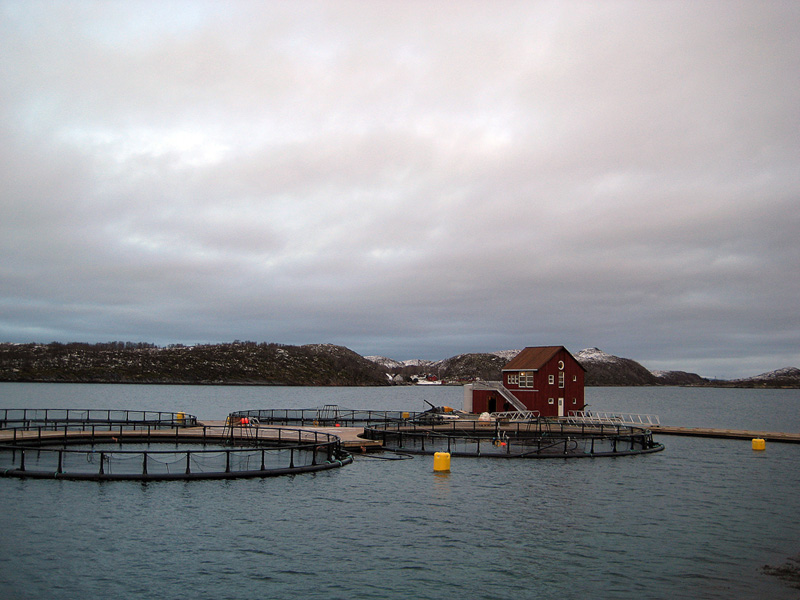
Norwegisches Aquakulturcenter

Das Norwegische Aquakulturzentrum (Norsk Havbrukssenter AS) ist eine Besuchs- und Forschungsanlage für moderne Aquakultur.
Das Norwegische Aquakulturzentrum liegt in Toft, in der norwegischen Gemeinde Brønnøy und kooperiert mit verschiedenen Unternehmen der Fischzucht.
Das Center wurde 2008 eröffnet. Die Zuchtanlage ist über einen schwimmenden Steg zu erreichen. Das Gelände umfasst eine moderne Fütterungsplattform, ein automatisiertes Fütterungssystem, einen Kontrollraum, Unterwasserkameras, Lachskäfige, Kabeljaukäfige und ein kleines Aquarium.
Das Aquakulturzentrum setzt auf nachhaltige Zucht und konzentriert sich auf die Umwelt unter den Anlagen.
Ganzjährig kommen Schulklassen, Kindergärten, Touristen, Einheimische und Akteure aus der Aquakulturindustrie zu Besuch in die Anlage.
Im Juni 2017 wurde eine Ausstellung über moderne Aquakultur eröffnet, die sich in den Geschäftsräumen neben der Zuchtanlage befindet.
Vorsitzender des Zentrums ist Bjarne Mørk-Eidem, früherer Abgeordneter und norwegischer Fischereiminister.